# Стреяці
Стреяці (словен. Strejaci) — поселення в общині Дорнава, Подравський регіон‎, Словенія.